# Peñas de San Pedro
Peñas de San Pedro – gmina w Hiszpanii, w prowincji Albacete, w Kastylii-La Mancha, o powierzchni 158,75 km². W 2011 roku gmina liczyła 1360 mieszkańców.